# Johann Heinrich Voß

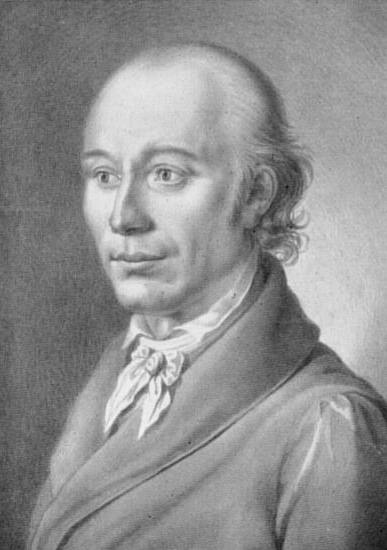
Johann Heinrich Voß (Sepiazeichnung von J. N. Peroux)

Johann Heinrich Voß (* 20. Februar 1751 in Sommerstorf; † 29. März 1826 in Heidelberg) war ein deutscher Dichter, Übersetzer und Hochschullehrer. Berühmt ist er für seine Übertragungen von Homers Epen (Ilias, Odyssee) und anderer Klassiker der Antike.

## Leben
Johann Heinrich Voß kam als unehelicher Sohn von Johann Heinrich Voß (1714–1778) und der Organistentochter Katharina Dorothea Karsten (1718–1798) in Sommerstorf bei Waren in Mecklenburg-Schwerin zur Welt. Seine Eltern heirateten kurz nach der Geburt ihres Sohnes im April 1751. Der Vater hatte als ehemaliger Kammerdiener viel von der Welt gesehen. Er ließ sich als Zolleinnehmer, Gastwirt und Schulhalter in Penzlin nieder. Der Großvater war ein aus der Leibeigenschaft entlassener Handwerker. Für Voß war diese Herkunft aus der untersten Gesellschaftsschicht zeitlebens prägend, besonders in seiner Beurteilung der Französischen Revolution und des Adels.
Voß wuchs als ältestes von fünf Geschwistern in Penzlin auf und besuchte dort von 1759 bis 1765 die Stadtschule. Sein Vater verarmte durch den Siebenjährigen Krieg. Dank finanzieller Unterstützung konnte Voß aber von Ostern 1766 bis 1769 die Gelehrtenschule in Neubrandenburg besuchen. Anschließend nahm er eine schlecht vergütete Hauslehrerstelle in Ankershagen an, weil er für ein Studium kein Geld hatte. Von dem Ortspastoren Ernst Theodor Johann Brückner ermutigt, sandte er 1771 erstmals eigene Gedichte für den Göttinger Musenalmanach ein. Mit dessen Begründer und Herausgeber Heinrich Christian Boie begann er einen Briefwechsel.

### Göttingen
Auf Einladung von Boie besuchte Voß seit 1772 die Georg-August-Universität Göttingen. Dort studierte er unter schwierigen finanziellen Bedingungen Evangelische Theologie und Philologie, vor allem Gräzistik. Er wurde einer der Gründer und der führende Geist des ersten deutschen Dichterbundes, des berühmten Göttinger Hainbundes. Der Bund traf sich oft in seiner kleinen Stube in der Barfüßergasse.
Am 6. Juni 1774 wurde er Mitglied der Hamburger Freimaurerloge Zu den drei Rosen und dort am 22. April 1775 mit Graf Friedrich Leopold zu Stolberg-Stolberg zum Meister erhoben. 1786 verließ er die Freimaurerei im Streit mit der Großen Landesloge der Freimaurer von Deutschland. In zwei Briefen begründete er dies damit, dass die „Geheimbündelei“ eine Täuschung sei; er glaube nicht an die vorgeblichen Ziele, und die „geheimen Oberen“ seien offensichtlich die Jesuiten – eine zu dieser Zeit häufig vertretene Verschwörungstheorie.
1774 übernahm Voß von Boie die alleinige Redaktion des Musenalmanachs, den er bis 1800 herausgab, von 1780 bis 1788 zusammen mit Leopold Friedrich Günther von Goeckingk. Sein Studium brach er ohne Abschluss ab. Ebenfalls 1774 trat Voß mit Boies jüngster Schwester Ernestine (1756–1834) zunächst brieflich in Kontakt und reiste dann im Frühling 1774 nach Hamburg und Flensburg, um sie und den Dichter Friedrich Gottlieb Klopstock kennenzulernen sowie weitere wertvolle Kontakte zu knüpfen.

### Wandsbek und Otterndorf

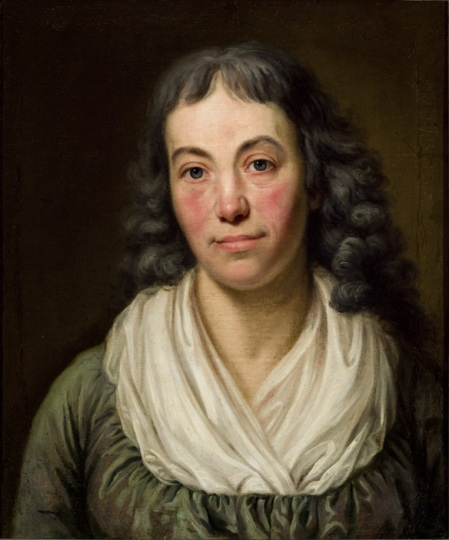
Marie Christine Ernestine Voß, geb. Boie, Gemälde von Georg Friedrich Adolph Schöner, 1797, Gleimhaus Halberstadt

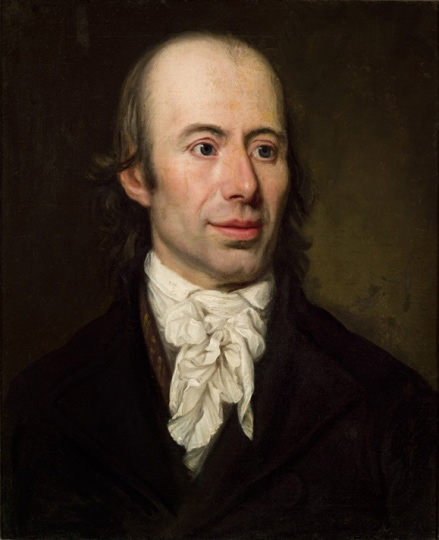
Johann Heinrich Voß, Gemälde von Georg Friedrich Adolph Schöner, 1797, Gleimhaus Halberstadt

Voß zog nach Wandsbek in die Nachbarschaft von Klopstock und Matthias Claudius. 1777 heiratete er Ernestine. In diesen Jahren arbeitete Voß vor allem an der Odyssee-Übersetzung in deutschen Hexametern.
1778 erhielt Voß durch Vermittlung von Johann Georg Büsch die Stelle als Rektor der Lateinschule Otterndorf. Er schätzte das für diese Zeit ungewöhnlich freie und liberale Land Hadeln, dessen Hauptort Otterndorf war und dessen Bewohner schon im Mittelalter Wert auf eine Lateinschule für die Bürger der Stadt und Bauern der Umgebung gelegt hatten.
Im Spätsommer 1781 erkrankten Voß und seine gesamte Familie schwer am Marschenfieber. In dem Gedicht An den Wind (1780) hatte Voß schon die schlechte Wasserqualität in Otterndorf beschrieben. Diese Stadt, direkt an der Unterelbe im Einmündungsbereich des Stromes in die Nordsee gelegen, hatte ein Grundwasser mit sehr hohem Salzgehalt. Deshalb wurde oft das Trinkwasser aus höheren Gebieten, der Geest in der Wingst oder dem Westerberg, durch Fuhrgespanne für ca. 1 Taler pro Fass geliefert. Das konnten sich aber nicht alle Menschen leisten. 1782 verließ Voß mit seiner Familie den Ort.

### Eutin
Auf Vermittlung seines Hainbund-Freundes Friedrich Stolberg übernahm Voß 1782 die Stellung als Rektor des Gymnasiums in Eutin (der heutigen Johann-Heinrich-Voß-Schule). Er wohnte dort nach kürzeren Aufenthalten in der Wasserstraße und im provisorischen Rathaus, das wenig später zum Witwenpalais (Eutin) umgebaut wurde, seit dem 1. Mai 1784 im „Voß-Haus“. 1786 wurde er Hofrat. Voß unternahm während der Zeit in Eutin vielfältige Reisen und knüpfte Kontakte mit Gleim, Goethe, auch Wieland und Herder. Unter anderem empfing er Friedrich Klopstock, Matthias Claudius, Jens Baggesen, Wilhelm von Humboldt und Friedrich Heinrich Jacobi als Besucher. Die Jahre in Eutin wurden seine produktivste Zeit, deren Ende durch das Zerwürfnis mit Friedrich von Stolberg eingeleitet wurde. Um die beiden Freunde herum sammelte sich der sogenannte Eutiner Kreis. 1802 ersuchte Voß um seine Versetzung in den Ruhestand.

### Jena und Heidelberg
Von 1802 bis 1805 weilte er als Privatier in Jena. Sein Sohn Heinrich war 1804–1806 als Professor am Wilhelminum Ernestinum (Wilhelm-Ernst-Gymnasium) im benachbarten Weimar tätig. Obwohl Goethe ihn in seiner Nähe zu halten wünschte, folgte er der Berufung durch die Regierung des neu entstandenen Großherzogtums Baden zur Übernahme einer hochdotierten Professur an der Ruprecht-Karls-Universität Heidelberg. Die Sinekure ermöglichte es ihm, sich bis zu seinem Tod völlig seinen literarischen Arbeiten, Übersetzungen und antiquarischen Forschungen zu widmen. In dieser Zeit polemisierte er bereits als Sprecher eines aufgeklärten, freiheitlichen Luthertums heftig gegen die Romantiker, die ihrerseits an ihm Kritik übten. Als Gäste konnte er unter anderem Goethe, Baggesen, Jean Paul und Barthold Georg Niebuhr begrüßen. Außerdem pflegte er seine Kontakte auf weiteren Reisen.
1808 wurde er als auswärtiges Mitglied in die Bayerische und 1814 in die Preußische Akademie der Wissenschaften aufgenommen.
Johann Heinrich Voß starb 1826 und wurde auf dem St.-Anna-Friedhof in Heidelberg beigesetzt. Seine Gebeine wurden später auf den Heidelberger Bergfriedhof umgebettet. Auf seiner Grabstätte in der Abteilung D befindet sich eine originalgetreue Nachbildung des Familiengrabmals mit der Widmungsinschrift seiner Witwe Ernestine Voß.

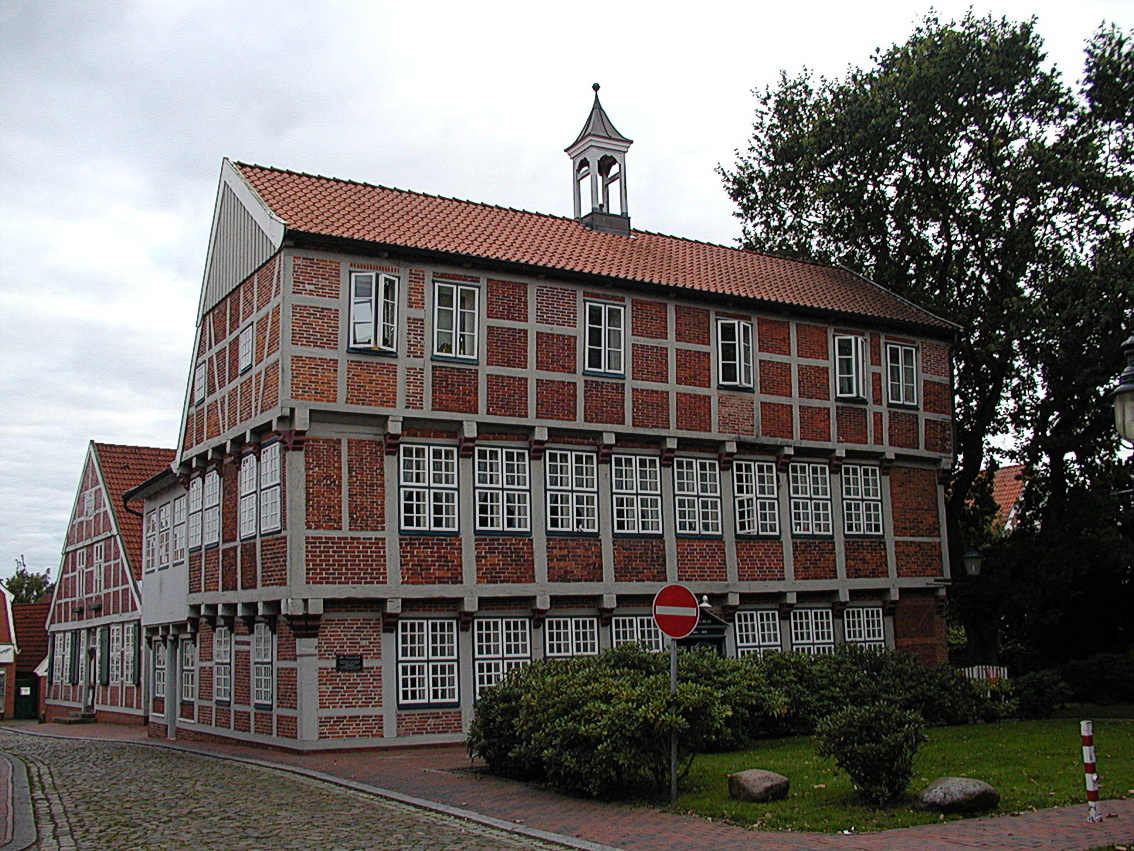
Die Lateinschule in Otterndorf
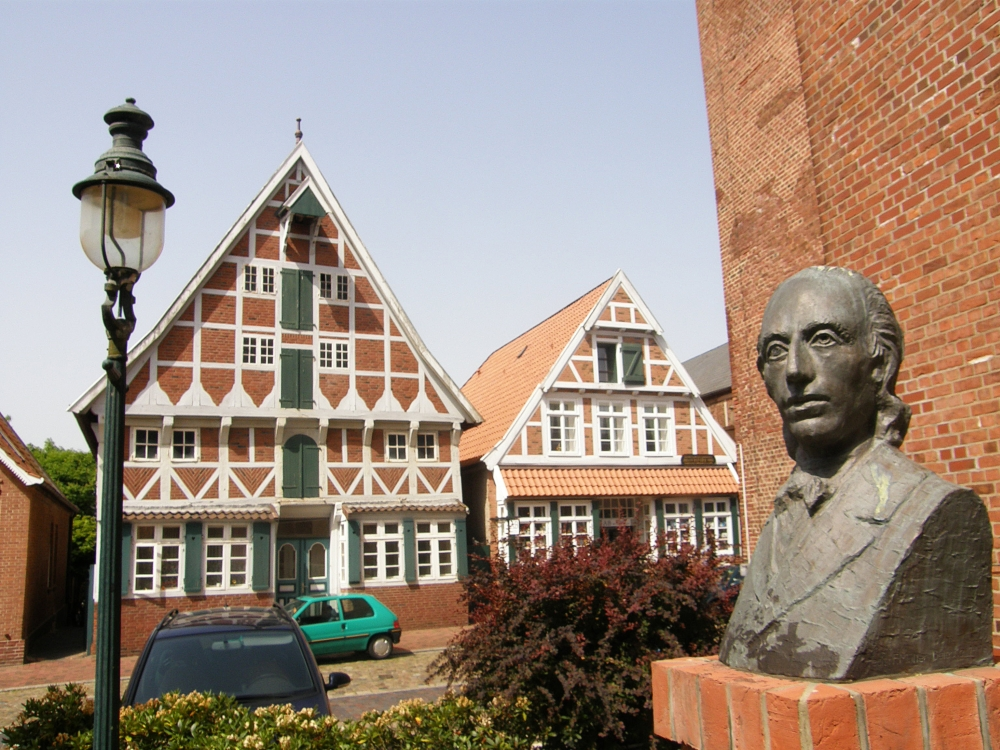
Büste von Johann Heinrich Voß des Bildhauers Frijo Müller-Belecke und sein Wohnhaus in Otterndorf
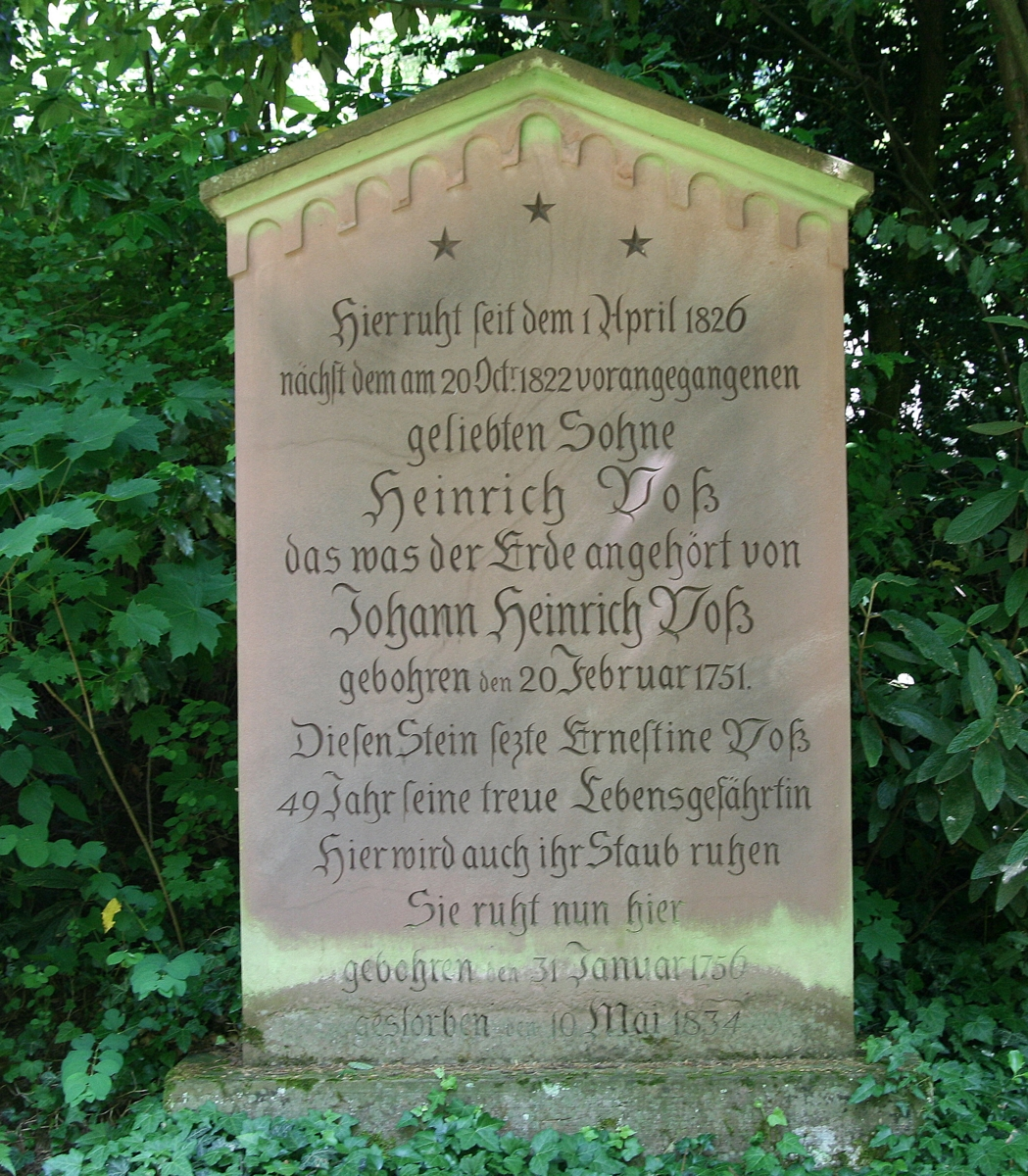
Familiengrabmal, Kopie nach dem Original, Bergfriedhof Heidelberg
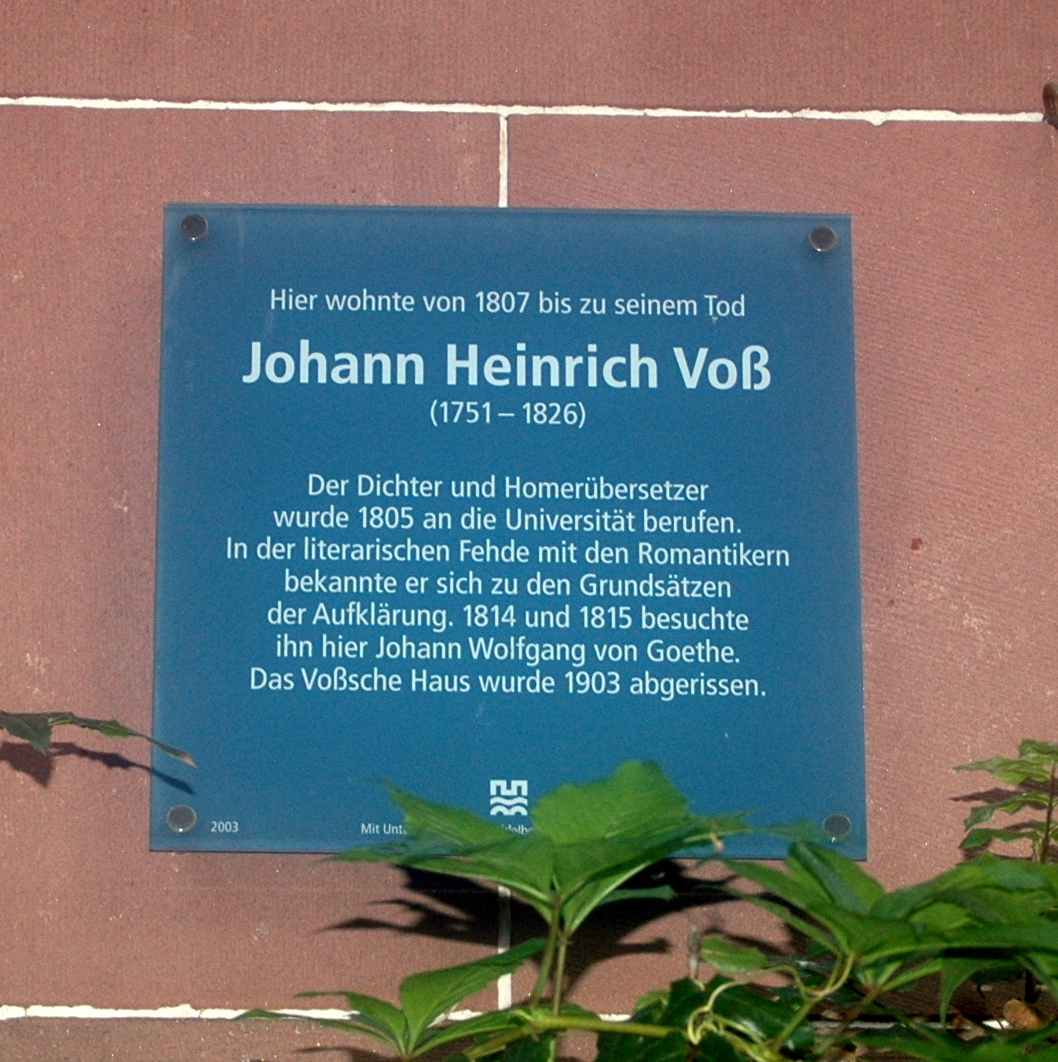
Gedenktafel in Heidelberg
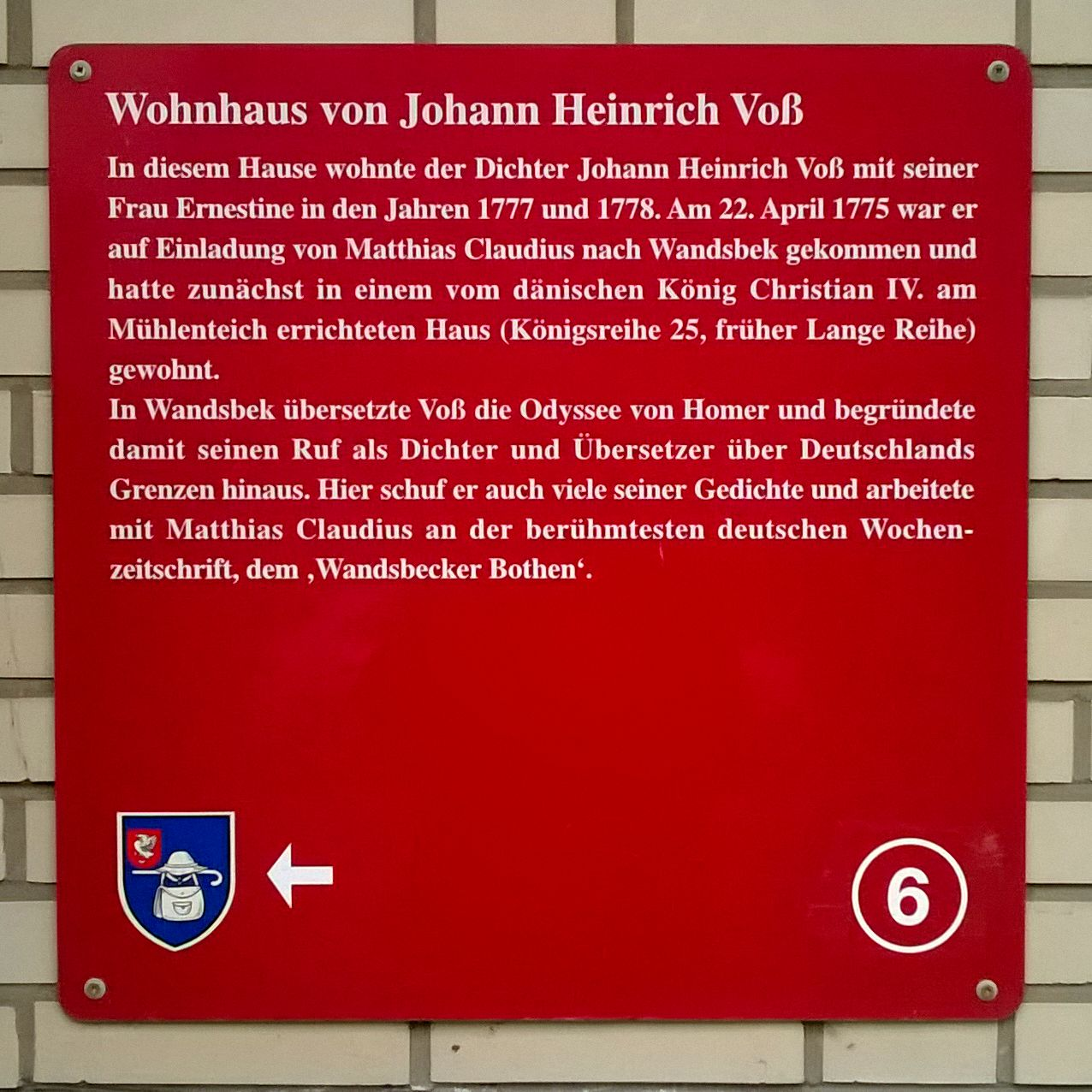
Gedenktafel am Wohnhaus von Johann Heinrich Voß, Hinterm Stern 20 in Hamburg-Wandsbek
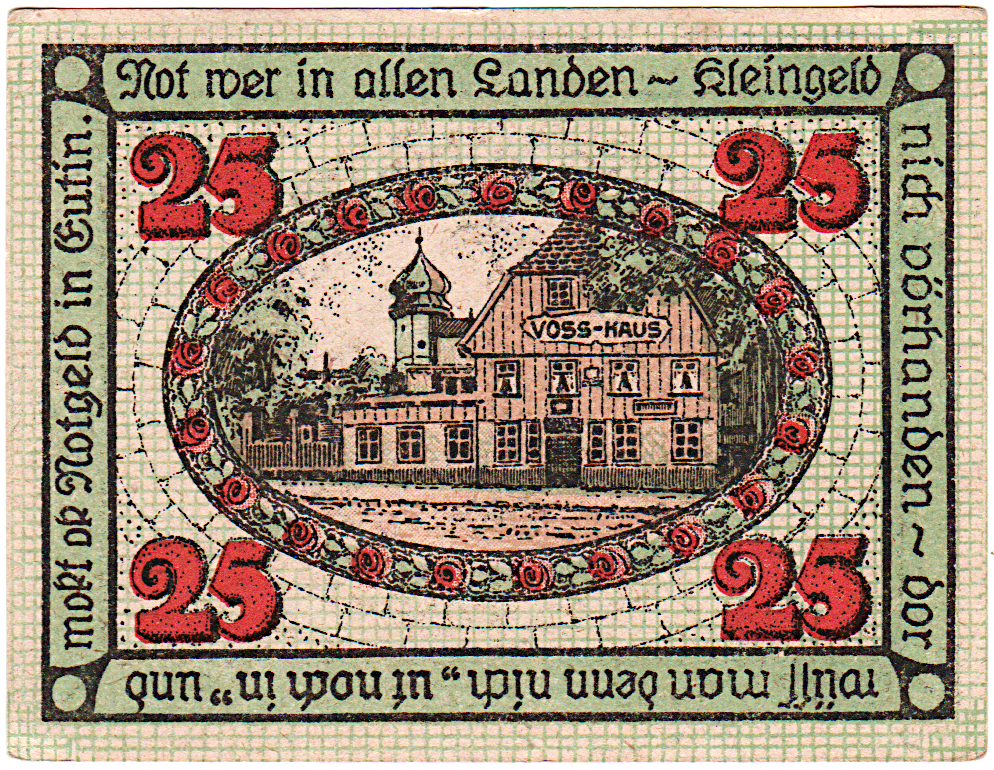
Das Voss-Haus auf einem Notgeldschein aus Eutin von 1920.

## Familie
Aus seiner Ehe mit (Marie Christine) Ernestine stammten fünf Söhne, von denen jedoch der älteste, Fritz, als Kind starb. Von den weiteren Kindern wurde Hans Voß ein bekannter Architekt, während Heinrich und Abraham ebenfalls Philologen wurden und das Werk des Vaters fortführten. Der Sohn Wilhelm wurde Arzt in Eutin.
Der Sohn Abraham wurde nach Johann Abraham Peter Schulz benannt, einem Freund des Vaters.

## Wirken

### Übersetzungen

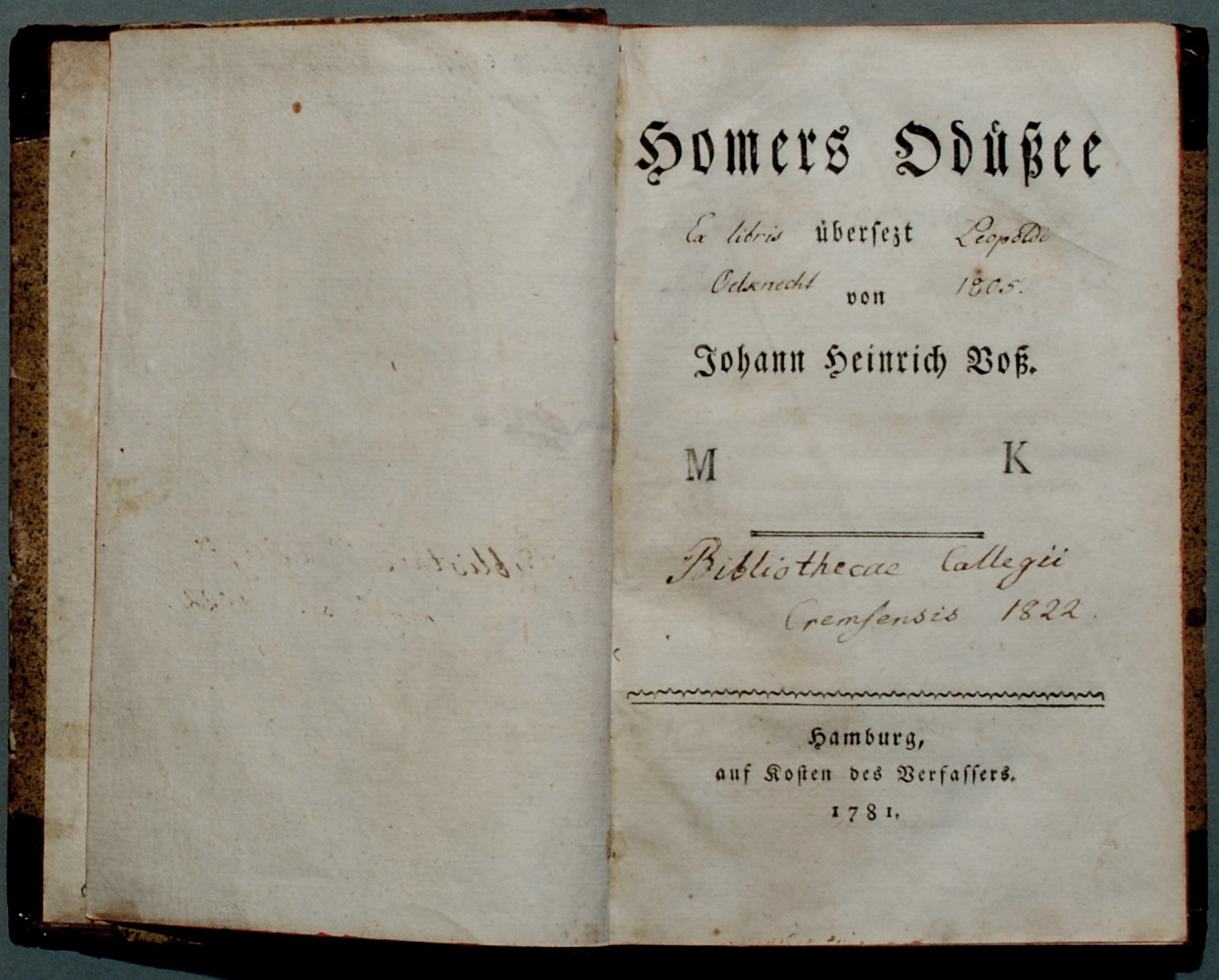
Titelblatt des Erstdrucks

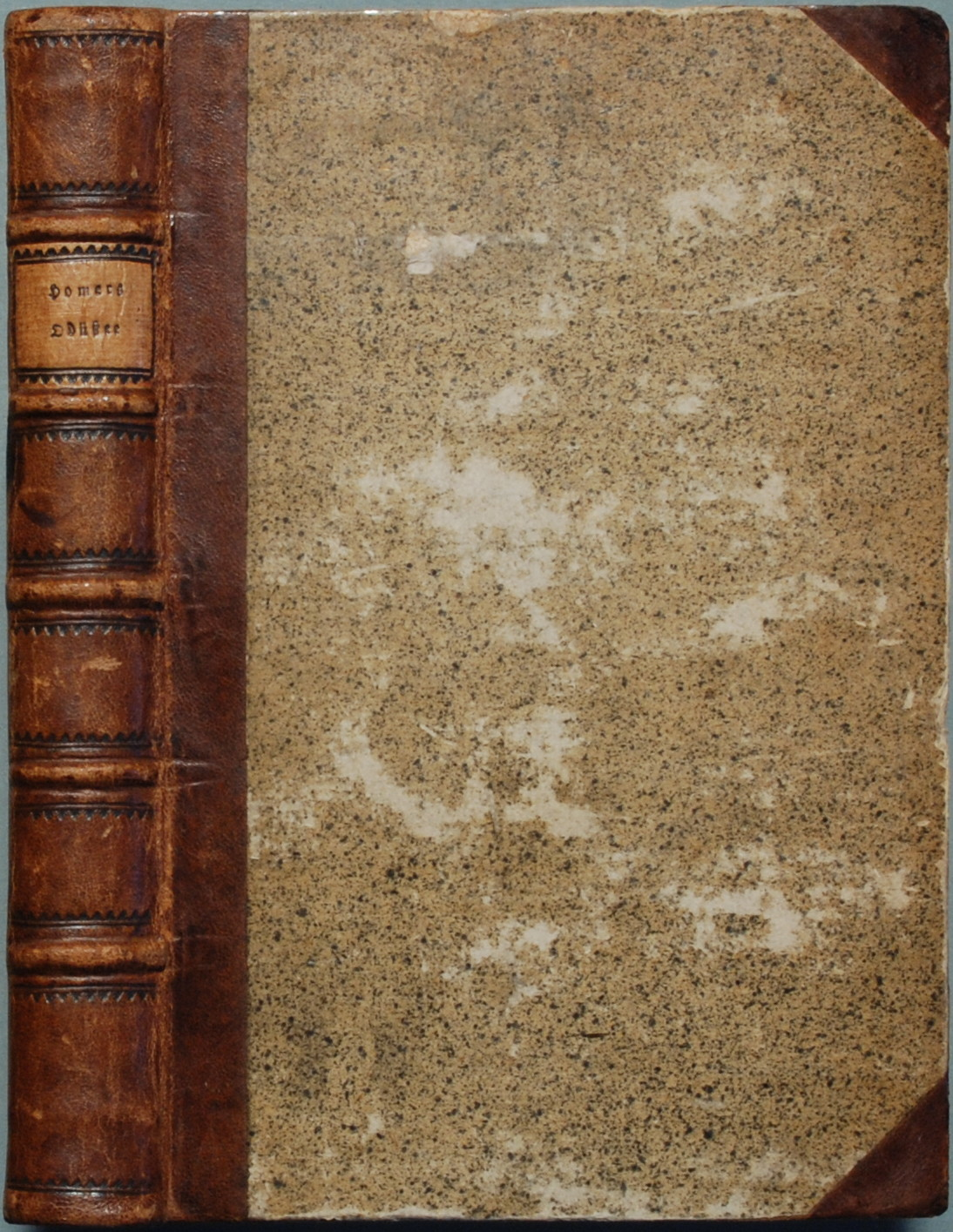
Einband des obigen Erstdrucks

Voß war ein Mann von bemerkenswerter geistiger Unabhängigkeit und kraftvoller Sprache. In erster Linie sind es die Übersetzungen der großen Epen Homers, denen er seinen Platz in der deutschen Literatur verdankt. Seine Übersetzungen zeigen nicht nur profunde Gelehrsamkeit und Kenntnis der antiken Sprachen und Verskunst, sondern auch vollendete Beherrschung der deutschen Sprache.
Die berühmtesten seiner Übersetzungen sind die der homerischen Epen Ilias und Odyssee. Am bekanntesten wurde seine Übersetzung der Odyssee, die 1781 „auf Kosten des Verfassers“ erschien und deren einprägsame, bildhafte Sprache Generationen deutscher Leser mit Homer vertraut machte. 1793 erschien der ganze Homer, die Ilias und die Odyssee in überarbeiteter Form. Durch Voß’ Übersetzung der Ilias wurde Goethe zu dem unvollendeten Werk Achilleis angeregt. Voß übersetzte auch Hesiod, Theokrit, Bion und Moschos, Vergil, Ovid, Horaz, Tibull (Tübingen 1810), Properz und andere klassische Dichter. Von Tibull bereitete er eine kritische Ausgabe vor (Heidelberg 1811).
Außerdem übersetzte er Antoine Gallands französische Übertragung der Erzählungen aus Tausendundeiner Nacht (1782–1785); die erste deutsche Fassung überhaupt. 1818 bis 1829 veröffentlichte er in neun Bänden eine Übersetzung der Dramen William Shakespeares, die er mit Hilfe seiner Söhne Heinrich und Abraham angefertigt hatte, die ebenfalls Gelehrte und befähigte Übersetzer waren.
Voß’ Verdienste um die Übersetzung der Klassiker fasste sein Zeitgenosse August Thieme in eine Strophe seines Gedichtes Weihe aus dem Jahre 1809:
„Der biedre Voß, von dessen Silberwage
Es Hella, Hella, durch Germanien klingt;
Der bei der Füsse gleichem Wechselschlage
Streng um den Strophentanz den Zügel schlingt,
Und aus der Sprache Grüften hoch zu Tage
Uns unermeßlich reiche Schätze bringt. –
O, viele nennen sich die Eingeweihten,
Doch er nur ist der Fürst der deutschen Saiten!“

### Eigene Gedichte
Voß schrieb neben Idyllen, Elegien, Oden und Lieder auch satirische Gedichte und Epigramme. In den Jahren 1785 bis 1795 veröffentlichte er in zwei Ausgaben eine Sammlung eigener Gedichte, die er später erweiterte. Die beste seiner poetischen Arbeiten ist wohl sein idyllisches Gedicht Luise (1795), in dem er mit viel Erfolg versuchte, zeitgenössisches deutsches Geistesleben und Gefühl in den Formen klassischer (antiker) Poesie auszudrücken, also unter anderem, wie schon bei den Homer-Übersetzungen, in Hexametern. Goethe regte er dadurch zu dessen Vers-Epos Hermann und Dorothea an, das 1797 erschien (siehe auch Goethes Reineke Fuchs von 1793, ebenfalls in Hexametern).
Der bekannte Trinkspruch „Wer nicht liebt Wein, Weib und Gesang, der bleibt ein Narr sein Leben lang“ sind die beiden letzten Zeilen aus seinem Gedicht An Luther.
Voß’ Lyrik wurde auch vertont, etwa von Carl Philipp Emanuel Bach, Carl Loewe, Johann Abraham Peter Schulz, Johann Friedrich Reichardt, Friedrich Ludwig Aemilius Kunzen, Carl Maria von Weber, Johann Franz Xaver Sterkel, Franz Schubert, Felix Mendelssohn Bartholdy, Fanny Mendelssohn-Hensel, Karl Friedrich Zelter und Johann Rudolf Zumsteeg. Diese Lieder wurden als CD veröffentlicht: Seid menschlich, froh und gut – Lieder nach Lyrik von Johann Heinrich Voß, mit Ulf Bästlein, Sascha El Mouissi, erschienen 2016 bei Gramola.

### Theoretische Schriften
In den Mythologischen Briefen (zwei Bände, 1794) und in seiner Antisymbolik (zwei Bände, 1824–1826), die er in Opposition zu Friedrich Creuzer (1771–1858) schrieb, und in anderen Schriften trug Voß Wesentliches zum Studium der Mythologie bei.
Er betätigte sich auch als Fürsprecher des Rechts auf Religionsfreiheit. Zu einer Zeit, als zahlreiche deutsche Romantiker zur römisch-katholischen Kirche konvertierten, trat er durch einen aufsehenerregenden Artikel im Sophronizon (1819), einer von Heinrich Eberhard Gottlob Paulus herausgegebenen Zeitung, hervor, in dem er sich gegen den 1800 erfolgten Übertritt seines ehemaligen Freundes Friedrich Leopold Graf zu Stolberg zum Katholizismus wandte. Mit weiteren Schriften gegen Stolberg und Creuzer wollte Voß allerdings auch die gegen Vernunft und Protestantismus gerichteten, in seinen Augen politisch rückschrittlichen, Aberglauben, Mystik und Mittelalter glorifizierenden Tendenzen der Zeit der Romantik insgesamt angreifen. Insofern war Voß in seinen philosophischen, gesellschaftlichen und politischen Anschauungen einer der konsequentesten Vertreter der deutschen Aufklärung und Spätaufklärung. Seine Arbeiten verursachten eine Fülle von Gegenschriften, aber auch zustimmender Äußerungen.
Der Nachlass von Johann Heinrich Voß ist Bestandteil des Boie-Voß-Familienarchivs in der Schleswig-Holsteinischen Landesbibliothek.

## Ehrungen

### Gedenkstätten

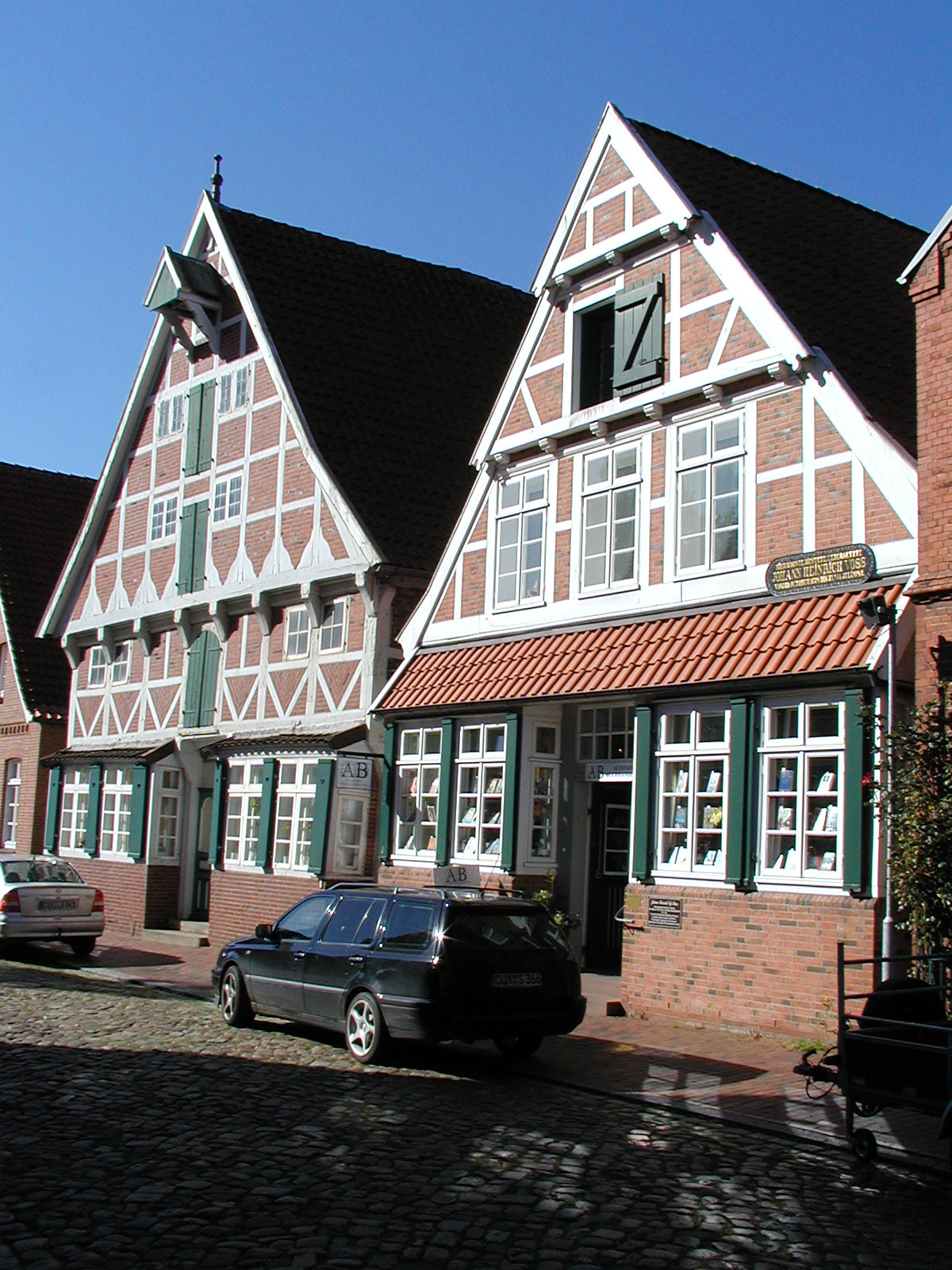
Das ehemalige Wohnhaus in Otterndorf, heute Museum

Das Haus, in dem Rektor Voß in Otterndorf wohnte, ist heute ein Voß-Museum. Auch Teile von ständigen Ausstellungen in anderen Museen und Sonderausstellungen sind seinem Leben und Werk gewidmet.
Im März 2019 eröffnete im früheren Rektorhaus in Penzlin, in dem Voß einst die Schulbank drückte, als „Johann-Heinrich-Voß-Haus“ ein Literaturhaus mit Stadtbibliothek, Touristinformation und einer ständigen Ausstellung mit dem Titel „Johann Heinrich Voß. Ein Grieche aus Mecklenburg.“
Eine Bronzebüste von Voß wurde 1883 am Gymnasium von Eutin aufgestellt (heute die Carl-Maria-von-Weber-Schule, eines der beiden Gymnasien in Eutin neben der Johann-Heinrich-Voß-Schule). Weitere Voß-Büsten stehen unweit der Stadtkirche am Marktplatz von Penzlin sowie an der Südseite der Severikirche in Otterndorf.

### Voß als Namensgeber
Seinen Namen tragen der Johann-Heinrich-Voß-Preis für Übersetzung, der jährlich von der Deutschen Akademie für Sprache und Dichtung verliehen wird, der alle drei Jahre verliehene Johann-Heinrich-Voß-Preis für Literatur und Politik sowie der 2022 gestiftete, mit 5.000 Euro dotierte und erstmals 2023 verliehene „Preis des Johann-Heinrich-Voß-Literaturhauses“ in Penzlin für Literaturübersetzungen aus dem Griechischen.
In mehreren Städten wurden Straßen, Wege oder Plätze nach Johann Heinrich Voß benannt (unter anderem in Bremen, Geestemünde, Göttingen, Neubrandenburg, Otterndorf). Auch Schulen sind nach ihm benannt (in Eutin, Neubrandenburg, Penzlin, Otterndorf).
Der am 11. Oktober 1990 entdeckte Asteroid (23473) Voss wurde nach ihm benannt.
Auch die Pflanzengattung Vossia Wall. & Griff. aus der Familie der Süßgräser (Poaceae) ist nach ihm benannt.

## Schriften
- Die Leibeigenschaft. In: Musen-Almanach. 1776.
- Luise. Ein ländliches Gedicht in drei Idyllen. Nicolovius, Königsberg 1795 (Digitalisat und Volltext im Deutschen Textarchiv).
- Zeitmessung der deutschen Sprache. Beilage zu den Oden und Elegien. Nicolovius, Königsberg 1802.
- Wie ward Friz Stolberg ein Unfreier? In: Sophronizon oder unpartheyisch-freymüthige Beyträge zur neueren Geschichte, Gesetzgebung und Statistik der Staaten und Kirchen. Hrsg. von Heinrich Eberhard Gottlob Paulus, Heft 3, Frankfurt am Main, 1819, S. 3–113 (Digitalisat bei books.google.de; s. a. projekt-gutenberg.org).
- Sämmtliche poetische Werke. Hrsg. von Abraham Voß. Müller, Leipzig 1835.
- Luise. Ein ländliches Gedicht in drei Idyllen. Ausgabe letzter Hand, J. Müller, Leipzig 1861 (Digitalisat)
- Johann Heinrich Voß. Idyllen und Gedichte. Herausgegeben von Eva D. Becker. Philipp-Reclam jun., Stuttgart 1967, ISBN 3-15-002332-7.
- Briefe. Hrsg. von Abraham Voß. Drei Bände. Brüggemann, Halberstadt 1829–1833; Nachdruck: Olms, Hildesheim 1971.
- Johann Heinrich Voß. Werke in einem Band. Ausgewählt und eingeleitet von Hedwig Voegt. Aufbau-Verlag, Berlin 1983.
- Abriß meines Lebens. Fröbel, Rudolstadt 1818; Nachdruck: Wald, Karben 1996.
- Gedichte. Auswahl und einführende Texte von Klaus Langenfeld. Husum Druck- und Verlagsgesellschaft, Husum 2001.
- Die kleinen Idyllen. Mit einer Einführung zum Verständnis der Idyllen und einem Nachwort herausgegeben von Klaus Langenfeld. Akademischer Verlag Heinz, Stuttgart 2004.
- Ali Baba und vierzig Räuber. Erzählungen aus Tausend und eine Nacht. Hrsg. von Ernst-Peter Wieckenberg. Beck, München 2012, ISBN 978-3-406-61608-2.